# 霹雳增四
霹雳增四，即双鱼座7（7 Psc）是双鱼座的一颗恒星，视星等为+5.05，距离地球约430光年。